# Periscepsia vidua
Periscepsia vidua là một loài ruồi trong họ Tachinidae.